# Układ krystalograficzny
Układ krystalograficzny – system klasyfikacji kryształów ze względu na układ wewnętrzny cząsteczek w sieci krystalicznej. Układ krystalograficzny definiuje się także jako zespół klas symetrii, których elementy powodują jednakowe ograniczenia stałych sieciowych komórki elementarnej sieci przestrzennej. System wyróżnia siedem układów, w których wyróżnia się 32 klasy krystalograficzne.

## Ogólne informacje
Uznany podział wyróżnia sześć układów krystalograficznych (regularny, heksagonalny, tetragonalny, rombowy, jednoskośny i trójskośny). Ze względów tradycjonalnych można spotkać podziały z dodatkowym układem trygonalnym, który w rzeczywistości jest komórką romboedryczną układu heksagonalnego. Układ cząstek wynika po części ze struktury chemicznej cząsteczki. Większość kryształów przyjmuje formę regularnego wielościanu. Zewnętrzny kształt kryształu (monokryształu) jest odzwierciedleniem jego struktury wewnętrznej. Wewnątrz kryształu atomy, jony i cząsteczki są uporządkowane przestrzennie w określony, regularny sposób.
Elementami symetrii budowy kryształów są:
- płaszczyzny symetrii
- osie symetrii
- środek symetrii

## Wyróżnia się następujące układy krystalograficzne
- układ regularny, np. sól kamienna, diament, magnetyt, spinel
- układ tetragonalny, np. kasyteryt, cyrkon, wezuwian, szelit, wulfenit
- układ heksagonalny, np. beryl, pirotyn, apatyt, cynkit, nefelin, grafit
- układ trygonalny, np. romboedr, skalenoedr, kalcyt, korund, kwarc
- układ rombowy, np. siarka, baryt, oliwin, struwit, hemimorfit
- układ jednoskośny, np. wolframit, gips, tytanit, augit, ortoklaz
- układ trójskośny, np. chalkantyt, dysten = cyanit, aksynit, rodonit, albit

Istnieją substancje niemające struktury krystalicznej – amorficzne (bezpostaciowe), zwane też szkłami, np. opal. Mimo iż nie są minerałami, są przedmiotem badań mineralogii. Nazywa się je mineraloidami.
Z reguły jednemu związkowi chemicznemu odpowiada jedna klasa krystalograficzna, chociaż niektóre minerały o jednakowym składzie chemicznym mają różną budowę wewnętrzną i należą do różnych klas krystalograficznych. Zjawisko to definiuje się jako polimorfizm.
Przykładowe formy polimorficzne (alotropowe):
- (dla węgla) diament i grafit
- kalcyt i aragonit
- piryt i markasyt
- kwarc, trydymit i krystobalit
- rutyl, anataz i brukit

## Charakterystyka układów
| Układ                      | Jednostki osiowe      | Kąty między osiami                      |
| -------------------------- | --------------------- | --------------------------------------- |
| regularny                  | a = b = c             | α = β = γ = 90°                         |
| tetragonalny               | a = b ≠ c             | α = β = γ = 90°                         |
| rombowy                    | a ≠ b ≠ c             | α = β = γ = 90°                         |
| jednoskośny                | a ≠ b ≠ c ≠ a         | α = γ = 90°; β ≠ 90°                    |
| trójskośny                 | a ≠ b ≠ c ≠ a         | α ≠ β ≠ γ ≠ α α, β, γ ≠ 90°             |
| heksagonalny               | a = b ≠ c             | α = β = 90°; γ = 120°                   |
| trygonalny (romboedryczny) | a = b ≠ c (a = b = c) | α = β = 90°; γ = 120° (α = β = γ ≠ 90°) |

## Sieć Bravais’go
Układ krystalograficzny opisuje się często za pomocą sieci Bravais’go. Jest to sposób wypełnienia przestrzeni przez wielokrotne powtarzanie operacji translacji komórki elementarnej. Sieci Bravais’go uzyskiwane są przez złożenie siedmiu układów krystalograficznych i czterech sposobów centrowania (P – prymitywne; C – centrowanie na podstawach; F – centrowanie na wszystkich ścianach; I – centrowanie przestrzenne). Jeżeli rozpatruje się układ trygonalny jako romboedryczną wersję układu heksagonalnego to jest on oznaczany przez literę R. Spośród teoretycznie możliwych 28 (7 · 4) sposobów występuje tylko 14:
| Układ        | Liczba możliwości | Możliwe sieci Bravais’go                                                                            |
| ------------ | ----------------- | --------------------------------------------------------------------------------------------------- |
| Regularny    | 3                 | prymitywna (P), przestrzennie centrowana (I), ściennie centrowana (F)                               |
| Tetragonalny | 2                 | prymitywna (P), przestrzennie centrowana (I)                                                        |
| Rombowy      | 4                 | prymitywna (P), przestrzennie centrowana (I), ściennie centrowana (F), centrowana na podstawach (C) |
| Jednoskośny  | 2                 | prymitywna (P), centrowana na podstawach (C)                                                        |
| Trójskośny   | 1                 | prymitywna (P)                                                                                      |
| Heksagonalny | 1                 | prymitywna (P)                                                                                      |
| Trygonalny   | 1                 | prymitywna (P)                                                                                      |

| Rodzina krystalograficzna | Układ krystalograficzny | Typ komórki Bravais’go | Symbol Pearsona    | Główne translacje | Liczba węzłów     | Geometria komórki elementarnej |
| ------------------------- | ----------------------- | ---------------------- | ------------------ | --- | ----------------- | ------------------------------ |
| trójskośny                | trójskośny              | {\displaystyle P}      | {\displaystyle aP} | {\displaystyle a,b,c} | {\displaystyle 1} |                                |
| jednoskośny               | jednoskośny             | {\displaystyle P}      | {\displaystyle mP} | {\displaystyle a,b,c} | {\displaystyle 1} |                                |
| jednoskośny               | jednoskośny             | {\displaystyle C}      | {\displaystyle mC} | {\displaystyle a,b,c,} {\displaystyle {\frac {a+b}{2}}}                                                                         | {\displaystyle 2} |                                |
| rombowy                   | rombowy                 | {\displaystyle P}      | {\displaystyle oP} | {\displaystyle a,b,c} | {\displaystyle 1} |                                |
| rombowy                   | rombowy                 | {\displaystyle C}      | {\displaystyle oC} | {\displaystyle a,b,c,} {\displaystyle {\frac {a+b}{2}}}                                                                         | {\displaystyle 2} |                                |
| rombowy                   | rombowy                 | {\displaystyle I}      | {\displaystyle oI} | {\displaystyle a,b,c,} {\displaystyle {\frac {a+b+c}{2}}}                                                                       | {\displaystyle 2} |                                |
| rombowy                   | rombowy                 | {\displaystyle F}      | {\displaystyle oF} | {\displaystyle a,b,c,} {\displaystyle {\frac {a+b}{2}},} {\displaystyle {\frac {b+c}{2}},} {\displaystyle {\frac {a+c}{2}}}     | {\displaystyle 4} |                                |
| tetragonalny              | tetragonalny            | {\displaystyle P}      | {\displaystyle tP} | {\displaystyle a,b=a,c} | {\displaystyle 1} |                                |
| tetragonalny              | tetragonalny            | {\displaystyle I}      | {\displaystyle tI} | {\displaystyle a,b=a,c,} {\displaystyle {\frac {2a+b+c}{2}}}                                                                    | {\displaystyle 2} |                                |
| heksagonalny              | heksagonalny            | {\displaystyle P}      | {\displaystyle hP} | {\displaystyle a,b=a,c} | {\displaystyle 1} |                                |
| heksagonalny              | trygonalny              | {\displaystyle R}      | {\displaystyle hR} | {\displaystyle a,b=a,c,} {\displaystyle {\frac {2a+b+c}{3}}}                                                                    | {\displaystyle 3} |                                |
| regularny                 | regularny               | {\displaystyle P}      | {\displaystyle cP} | {\displaystyle a,b=a,c=a} | {\displaystyle 1} |                                |
| regularny                 | regularny               | {\displaystyle I}      | {\displaystyle cI} | {\displaystyle a,b=a,c=a,} {\displaystyle {\frac {a+b+c}{2}}}                                                                   | {\displaystyle 2} |                                |
| regularny                 | regularny               | {\displaystyle F}      | {\displaystyle cF} | {\displaystyle a,b=a,c=a,} {\displaystyle {\frac {a+b}{2}},} {\displaystyle {\frac {b+c}{2}},} {\displaystyle {\frac {a+c}{2}}} | {\displaystyle 4} |                                |